# Gregory (Texas)
Gregory es una ciudad ubicada en el condado de San Patricio en el estado estadounidense de Texas. En el Censo de 2010 tenía una población de 1.907 habitantes y una densidad poblacional de 544,6 personas por km².

## Geografía
Gregory se encuentra ubicada en las coordenadas 27°55′20″N 97°17′30″O / 27.92222, -97.29167. Según la Oficina del Censo de los Estados Unidos, Gregory tiene una superficie total de 3.5 km², de la cual 3.5 km² corresponden a tierra firme y (0%) 0 km² es agua.

## Demografía
Según el censo de 2010, había 1.907 personas residiendo en Gregory. La densidad de población era de 544,6 hab./km². De los 1.907 habitantes, Gregory estaba compuesto por el 73.83% blancos, el 0.84% eran afroamericanos, el 0.42% eran amerindios, el 0.21% eran asiáticos, el 0.1% eran isleños del Pacífico, el 23.28% eran de otras razas y el 1.31% pertenecían a dos o más razas. Del total de la población el 90.88% eran hispanos o latinos de cualquier raza.